# Fundació Comissió Cavalcada dels Reis d'Igualada
La Fundació Comissió Cavalcada dels Reis d'Igualada és una entitat catalana que impulsa la Festa dels Reis considerada més antiga de Catalunya, amb origen documentat a finals del segle xix. Durant la seva història ha mantingut la implicació de la societat civil i una àmplia participació ciutadana. El Govern de Catalunya li concedí la Creu de Sant Jordi el 2013.